# Lakeside City, Texas
Lakeside City là một thị trấn thuộc quận Archer, tiểu bang Texas, Hoa Kỳ. Năm 2010, dân số của thị trấn này là 997 người.

## Dân số
- Dân số năm 2000: 984 người.
- Dân số năm 2010: 997 người.